# Валон Етемі
Валон Етемі (мак. Ваљон Етеми, алб. Valon Ethemi, нар. 3 жовтня 1997) — македонський і албанський футболіст, півзахисник, нападник турецького клубу «Істанбулспор» і національної збірної Північної Македонії.

## Клубна кар'єра
Народився 3 жовтня 1997 року в македонській Палатиці. Вихованець юнацьких команд місцевої «Ренова», а 2015 року перейшов до структури албанського «Динамо» (Тирана).
У дорослому футболі дебютував 2016 року виступами за команду «Адріатіку», в якій провів один сезон, взявши участь у 22 матчах другого албанського дивізіону.
Своєю грою за цю команду привернув увагу представників тренерського штабу клубу «Кукесі», до складу якого приєднався 2017 року. Відіграв за команду з Кукеса наступні три з половиною сезони своєї ігрової кар'єри. Граючи у складі «Кукесі» також здебільшого виходив на поле в основному складі команди.
До складу друголігового на той час турецького клубу «Істанбулспор» приєднався на початку 2021 року. 2022 року допоміг команді підвищитися у класі і продовжив виступи на рівні Турецької Суперліги.

## Виступи за збірні
2018 року провів одну гру у складі молодіжної збірної Албанії. На молодіжному рівні зіграв в одному офіційному матчі.
Згодом прийняв пропозицію захищати кольори Північної Македонії і 2022 року дебютував в офіційних матчах у складі національної збірної Північної Македонії.

## Статистика виступів

### Статистика клубних виступів
Станом на 22 травня 2021
| Сезон              | Команда            | Чемпіонат          | Чемпіонат | Чемпіонат | Національний кубок | Національний кубок | Національний кубок | Континентальні кубки | Континентальні кубки | Континентальні кубки | Інші змагання | Інші змагання | Інші змагання | Усього | Усього |
| Сезон              | Команда            | Ліга               | Ігор      | Голів     | Ліга               | Ігор               | Голів              | Ліга                 | Ігор                 | Голів                | Ліга          | Ігор          | Голів         | Ігор   | Голів  |
| ------------------ | ------------------ | ------------------ | --------- | --------- | ------------------ | ------------------ | ------------------ | -------------------- | -------------------- | -------------------- | ------------- | ------------- | ------------- | ------ | ------ |
| 2016–17            | «Адріатіку»        | 1Л                 | 22        | 4         | КА                 | 0                  | 0                  | -                    | -                    | -                    | -             | -             | -             | 22     | 4      |
| 2017–18            | «Кукесі»           | СЛ                 | 33        | 2         | КА                 | 7                  | 1                  | ЛЧ                   | -                    | -                    | СКА           | 0             | 0             | 40     | 3      |
| 2018–19            | «Кукесі»           | СЛ                 | 31        | 2         | КА                 | 8                  | 4                  | ЛЧ+ЛЄ                | 3+1                  | 0                    | -             | -             | -             | 43     | 6      |
| 2019–20            | «Кукесі»           | СЛ                 | 32        | 6         | КА                 | 6                  | 1                  | ЛЄ                   | 2                    | 1                    | СКА           | 1             | 0             | 41     | 8      |
| 2020-січ. 2021     | «Кукесі»           | СЛ                 | 0         | 0         | КА                 | 0                  | 0                  | ЛЄ                   | -                    | -                    | -             | -             | -             | 0      | 0      |
| Усього за «Кукесі» | Усього за «Кукесі» | Усього за «Кукесі» | 96        | 10        |                    | 21                 | 6                  |                      | 6                    | 1                    |               | 1             | 0             | 124    | 17     |
| січ.-черв. 2021    | «Істанбулспор»     | 1Л                 | 16+2      | 1+0       | КТ                 | 0                  | 0                  | -                    | -                    | -                    | -             | -             | -             | 18     | 1      |
| Усього за кар'єру  | Усього за кар'єру  | Усього за кар'єру  | 134+2     | 15+0      |                    | 21                 | 6                  |                      | 6                    | 1                    |               | 1             | 0             | 164    | 22     |

## Титули і досягнення
- Володар Кубка Албанії (1):

«Кукесі»: 2018-2019